# Dover, Kentucky
Dover är en ort i Mason County, Kentucky, USA. År 2000 hade orten 316 invånare. Den har enligt United States Census Bureau en area på 1,3 km², allt är land.